# Henri Gatien Bertrand
Henri Gatien Bertrand, Conde Bertrand, (Châteauroux, Indre, 22 de março de 1773 – Châteauroux, Indre, 31 de janeiro de 1844) foi um general francês do Primeiro Império que serviu durante as Guerras Revolucionárias Francesas e as Guerras Napoleônicas. Sob o Império, ele foi o terceiro e último Grande Marechal do palácio, o chefe da Casa Militar do imperador Napoleão Bonaparte, a quem seguiu nos exílios de Elba e Santa Helena.

## Vida
Bertrand nasceu em Châteauroux, na província de Berry, em uma família burguesa abastada. 
Com a eclosão da Revolução Francesa, ele havia acabado de terminar seus estudos no Prytanée National Militaire, e entrou no exército como voluntário. Durante a expedição ao Egito, Napoleão o nomeou coronel (1798), então general de brigada, e após a Batalha de Austerlitz seu ajudante de campo. A sua vida ficou desde então estreitamente ligada à de Napoleão, que nele confiava plenamente, honrando-o em 1808 com o título de conde e no final de 1813, com o título de Grande Marechal do Palácio.
Em 1808 Bertrand casou-se com Fanny (1785-1836), filha do general Arthur Dillon e, por sua mãe, prima da Imperatriz Joséphine. Tiveram seis filhos, sendo um nascido em Elba e outro em Santa Helena.
Foi Bertrand quem em 1809 dirigiu a construção das pontes pelas quais o exército francês cruzou o Danúbio em Wagram. Em 1811, o imperador nomeou Bertrand governador das províncias da Ilíria e durante a campanha alemã de 1813, comandou o IV Corpo que liderou nas batalhas de Großbeeren, Dennewitz, Wartenburg e Leipzig.
Em 1813, após a Batalha de Leipzig, foi por sua iniciativa que o exército francês não foi totalmente destruído. Ele acompanhou o imperador a Elba em 1814, retornou com ele em 1815, ocupou um comando na campanha de Waterloo e depois, após a derrota, acompanhou Napoleão a Santa Helena. Condenado à morte em 1816, ele não retornou à França até depois da morte de Napoleão, e então Luís XVIII lhe concedeu anistia permitindo que ele mantivesse seu posto. Bertrand foi eleito deputado em 1830, mas derrotado em 1834. Em 1840 foi escolhido para acompanhar o príncipe de Joinville a Santa Helena para recuperar e trazer os restos mortais de Napoleão para a França, no que ficou conhecido como oretour des cendres.
Durante seu exílio em Santa Helena, ele compilou as confidências de Napoleão em um livro intitulado "Les cahiers de Sainte Hélène". O manuscrito foi codificado e posteriormente decodificado e comentado por Paul Fleuriot de Langle.
O quarto filho de Bertrand, Arthur, nascido em Santa Helena, rapidamente se tornou o favorito de Napoleão. Arthur é mais conhecido por seu caso com a atriz francesa Mademoiselle Rachel, com a qual teve um filho.
Ele morreu em Châteauroux em 31 de janeiro de 1844 e foi enterrado em Les Invalides.